# Psychological Bulletin
Psychological Bulletin – recenzowane czasopismo naukowe publikujące prace przeglądowe i metaanalizy z dziedziny psychologii. Istnieje od 1904 roku i jest wydawane przez Amerykańskie Towarzystwo Psychologiczne.
W 2014 roku do publikacji na łamach „Psychological Bulletin” zaakceptowano 3% przesłanych manuskryptów.
Jest najczęściej cytowanym czasopismem psychologicznym. W 2014 roku periodyk był cytowany 36 794 razy.
Impact factor czasopisma za rok 2014 wyniósł 14,756, dając mu:
- 3. miejsce wśród 129 czasopism w kategorii „psychologia multidysyplinarna”,
- 2. miejsce wśród 76 czasopism w kategorii „psychologia”.

Na polskiej liście czasopism punktowanych przez Ministerstwo Nauki i Szkolnictwa Wyższego z 2015 roku „Psychological Bulletin” przyznano maksymalną liczbę punktów – 50.
SCImago Journal Rank periodyku za 2014 rok wyniósł 6,466, co dało mu:
- 2. miejsce na 132 czasopisma w kategorii „historia i filozofia nauki”,
- 4. miejsce wśród 217 czasopism w kategorii „psychologia”.